# Pterocheilus comptus
Pterocheilus comptus är en stekelart som beskrevs av Cresson 1879. Pterocheilus comptus ingår i släktet palpgetingar, och familjen Eumenidae. Inga underarter finns listade i Catalogue of Life.